# Zentai

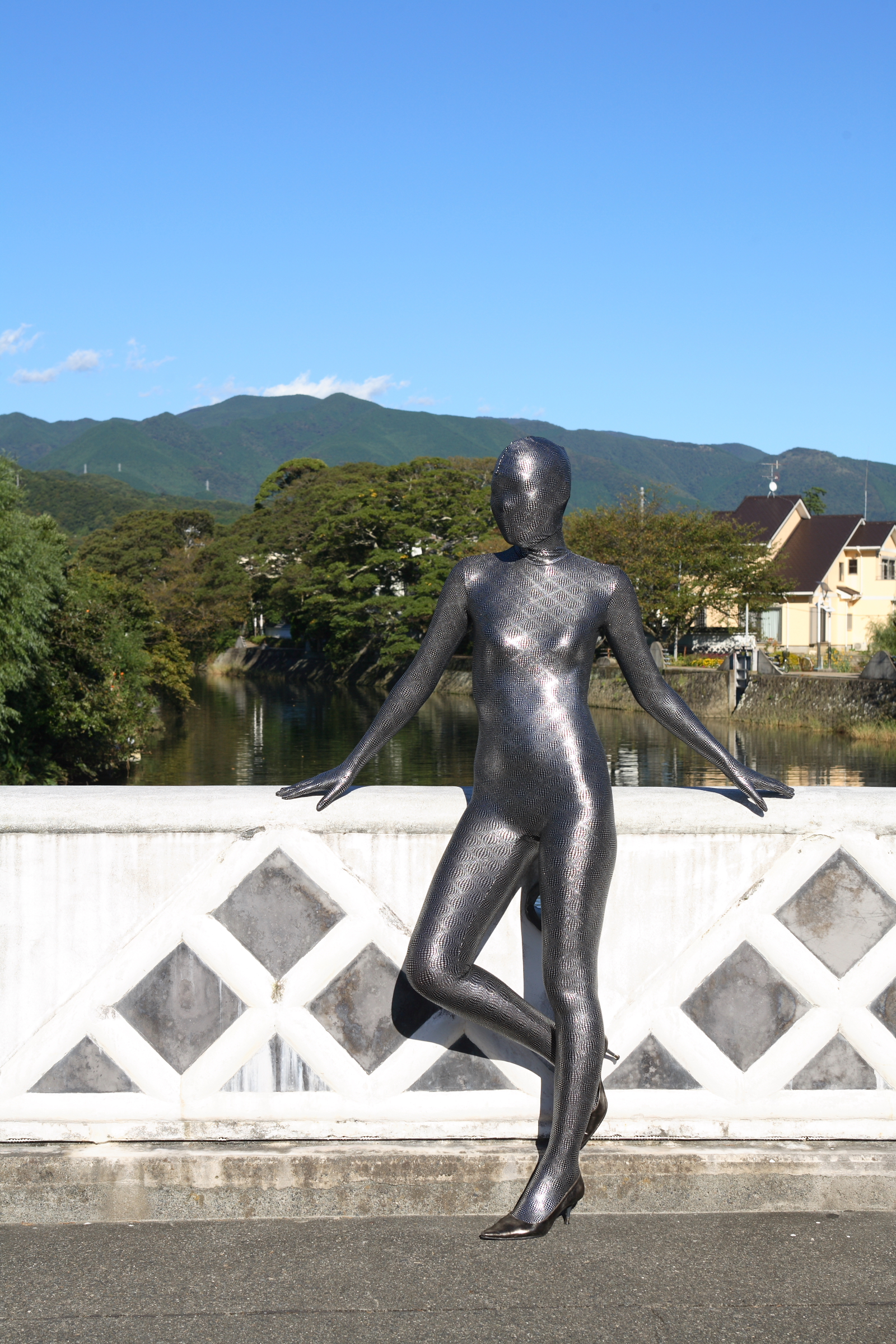
Zentai: Macacão usualmente feito de elastano que cobre todo o corpo. São coloridas, e muitas vezes são pintadas com cores de objetos e/ou animais.

Zentai (do japonês ゼンタイ), uma contração de Zenshin taitsu (do japonês 全身タイツ), que numa tradução literal quer dizer "o corpo todo", é uma manifestação artística - e sexual - que surgiu nos teatros do Japão.

## Manisfestação Artística
Os trajes zentais foram primeiramente desenvolvidos para uso na dança moderna, mas atualmente também têm sido usadas nas artes para diminuir a presença de um ator famoso em uma cena. Na verdade, na arte tradicional japonesa de marionetes chamada bunraku, os artistas aprendizes são completamente cobertos com roupas pretas sobre um fundo preto para produzir o mesmo efeito. Da mesma forma, o zentai também é usado por artistas como um meio para acentuar o corpo, às vezes usando padrões vibrantes. Isto faz com que um artista desconhecido, representando a si mesmo, se torne o foco da apresentação.
Os zentais são mais comumente feitos utilizando-se misturas de nylon ou de spandex; porém, outros materiais, tais como o algodão e a lã, também são utilizados.

## Fetichismo

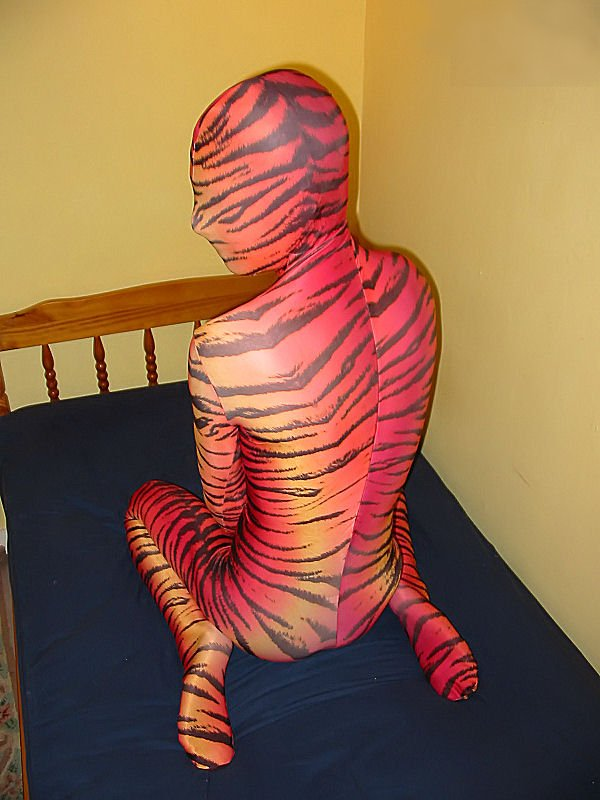
Zentai de tigre

Vestidas com roupas de lycra bem justas, como macacões, que as cobrem até a cabeça (para ficar no anonimato), as pessoas e se encontram para trocar toques e carícias.
O objetivo do "Zentai-fetiche" não é o de chegar às vias de fato, uma vez que o foco deste fetiche é o toque, coisa que falta nos relacionamentos atuais. Isso permite ao praticante liberar várias de suas taras e fantasias sexuais, uma vez que existe a sensação de liberdade, pois a identidade da pessoa fica literalmente coberta pela roupa.